# Johnny Gioeli
Johnny Gioeli (Giovanni Giuseppe Baptista Gioeli, ur. 5 października 1967 roku w Nowym Jorku na Brooklynie) – amerykański wokalista hardrockowy.

## Historia

### Początki kariery
Kariera Johnny’ego rozpoczęła się we wczesnych latach ’80, kiedy on i jego młodszy brat Joey założyli ich pierwszą formację Phaze, która się rozpadła. W roku 1983 zasilił szeregi formacji Killerhit jako perkusista. Wraz z bratem ćwiczyli swoje umiejętności wokalne śpiewając w objazdowym East Coast Club osiągając liczne sukcesy, które po krótkim czasie pozwoliły im na zakup własnego sprzętu. Gdy bracia powrócili do Hollywood, Killerhit związał się z Poison’s Bret Michaels, co było jednoznaczne z brakiem możliwości powrotu Johnny’ego do grupy. Na pocieszenie frontman zespołu dał Johnny’emu namiary na Debrę Rosner, która w późniejszym czasie pełniła obowiązki ich managera. Johhny postanowił reaktywować swój zespół, lecz wiedział doskonale, że zasiadając na bębnach nie będzie mógł pełnić roli frontmana. Zwolnił więc miejsce perkusisty - zajął je Darek Thomas Cava z Las Vegas i stanął na czele grupy. Gdy członkowie zdali sobie sprawę, że nie ma wśród nich żadnego blondyna, postanowili zmienić nazwę zespołu na Brunette.
W krótkim czasie zespół zaczął osiągać pojedyncze sukcesy w Sunset Strip w Hollywood, przełamując niekiedy sławę i rozgłos The Doors czy Van Halen. Zmysłowość ich muzyki szybko zwróciła uwagę i podziw wytwórni płytowych, a o względy zespołu zabiegali najlepsi menedżerowie. Zespół zbudował lojalną rzeszę fanów na całym świecie.
Różnice i problemy między członkami formacji zaczęły pojawiać się jeszcze przed oficjalnym nagraniem albumu, tak więc w 1991 roku postanowili się rozejść.
Gioeli wraz z bratem tworzyli muzykę oraz pisali teksty do płyty, która miała nosić nazwę Brothers. W tym czasie Neal Schon, gitarzysta Journey, który spotykał się z siostrą Gioelich, zaproponował im współpracę, na którą obydwoje wyrazili zgodę. W 1992 roku, już jako Hardline, nagrali swój pierwszy album „Double Eclipse”, który nie odniósł większego sukcesu. Niedługo po tym zaczęto tworzyć nowe kawałki do drugiego albumu Hardline, ale prace zostały przerwane przez problemy z managerem grupy oraz Shonem. Johnny zniknął ze sceny muzycznej, aż w roku 1998, niemiecki gitarzysta Axel Rudi Pell znalazł się w pilnej potrzebie znalezienia nowego wokalisty po odejściu Jeffa Scott Soto. Axel przyznał, że podziwiał dokonania i kunszt wokalny Johnny’ego, a także myślał o współpracy z nim. Muzyk skontaktował się z Gioeli'm i rozpoczęli prace nad pierwszym wspólnym albumem, który ukazał się w
roku 1998 i nosi nazwę „Oceans of Time”. Do tej pory uważany jest jako jeden najlepszych albumów ARP.
Johnny współpracuje z Axelem do obecnych czasów.
Gioeli brał udział również w kompilacji albumu Michaela Vossa zatytułowany „Voices of Rock - MMVII” wydany w 2007, na potrzeby którego wykonał kawałek „Phoenix Rising”. W 1994 roku Johnny współpracował z muzykiem Doug Aldrich. Gościł on na koncertach Brunette jako gitarzysta a także, wraz z Johnnym, wykonał utwór „Face Down”, który znalazł się na płycie „Alter Ego” z 2002 roku.
W 2006 wziął udział w nagraniach do albumu „She’s On Fire” formacji Accomplice.

### Reaktywacja Hardline
Minęło 10 lat zanim Gioeli postanowił wskrzesić swoją formację. W 2002 roku, w nowym składzie, Hardline wydał swój drugi album zatytułowany „II”, a następnie w 2003 roku - CD i DVD z festiwalu Goods 2002. Ich trzeci album „Leaving the End Open” został wydany 17 kwietnia 2009 roku. W dniu 22 grudnia 2011 roku Gioeli wydał na oficjalnej stronie zespołu oświadczenie o powstaniu kolejnego albumu grupy w nowym składzie. Ukazał się on w dniu 18 maja 2012 pod nazwą „Danger Zone”.

### Crush 40
Oprócz współpracy z ARP muzyk rozpoczął nagrania z kompozytorem gry wideo i muzykiem Jun Senoue i użyczył swojego wokalu do albumu „Sons Of Angels CD; Thrill of the Feel”, wydanego w 2002 roku. Od tamtego czasu ich projekt nosi nazwę Crush 40.
Muzycy napisali i wydali wspólnie kilka utworów do gry Sonic the Hedgehog z serii gier wideo wyprodukowanych przez firmę Sega and Team Sonic. Johnny wystąpił również w utworze „Open Your Heart”, który był głównym tematem Sonic Adventure, „Live and Learn” z Sonic Adventure 2, „I am All of Me”, „Never Turn Back” z Shadow the Hedgehog czy „Knight of the Wind” z Sonic and the Black Knight. Dodatkowo Gioeli stworzył z Senoue cover Steve’a Conte'a „Seven Rings in Hand”, który to kawałek został użyty jedynie w japońskiej wersji „True Blue: The Best of Sonic the Hedgehog”. Napisał także refren do głównej piosenki z Sonic the Hedgehog „His World”.
W październiku 2008 roku w Tokyo Game Show, Gioeli i Senoue stanęli razem na scenie po raz pierwszy. Wykonali niektóre z najpopularniejszych utworów z serii Sonic. Efekty współpracy zostały docenione przez rzeszę fanów.
W 2009 roku Crush 40 wydał „The best of Crush 40 – Super Songs Sonic” a w 2010 roku wystąpił na Summer of Sonic convention w Londynie. Był to pierwszy występ muzyków poza Japonią. W 2012 roku zespół wystąpił w dwóch innych uroczystościach. Pierwszym z nich było Summer Sonic w Brighton a drugim Sonic Boom w San Diego podczas Comic-Conu.
Pierwszy album koncertowy „Live!” został wydany w 2012 roku. Pochodzi on z licznych występów w Tokio.
W 2013 wystąpili w Saint Louis na Sonic Boom 2013.

## Dyskografia
Accomplice:
- She’s On Fire (2006)

Axel Rudi Pell:
- Oceans of Time (1998)
- The Ballads II (1999)
- The Masquerade Ball (2000)
- The Wizard’s Chosen Few (Compilation) (2000)
- Shadow Zone (2002)
- Knights Live (2002)
- Knight Treasures (Live and More) DVD (2002)
- Kings and Queens (2004)
- The Ballads III (2004)
- Mystica (2006)
- Diamonds Unlocked (2007)
- Live Over Europe 2008 DVD (2008)
- Tales of the Crown (2008)
- The Best of Axel Rudi Pell: Anniversary Edition (2009)
- One Night Live DVD (2010)
- The Crest (2010)
- The Ballads IV (2011)
- Circle of the Oath (2012)
- Live On Fire (Live CD/Live DVD) (2013)
- Into the Storm (2014)
- Game of Sins (2016)
- Knights Call (2018)
- Sign of the Times (2020)
- Lost XXIII (2022)

Hardline:
- Double Eclipse (1992)
- II (2002)
- Live at the Gods Festival 2002 (Live CD/DVD) (2003)
- Leaving the End Open (2009)
- Danger Zone (2012)

Crush 40:
- Sonic Adventure Original Soundtrack (1998)
- Sonic Adventure: Songs With Attitude Vocal Mini-Album (1998)
- Thrill of the Feel (2000)
- Sonic Adventure 2 Multi-Dimensional Original Soundtrack (2001)
- Sonic Adventure 2 Vocal Collections: Cuts Unleashed (2001)
- Crush 40 (2003)
- Sonic Heroes Original Soundtrax (2003)
- Triple Threat: Sonic Heroes Vocal Trax (2003)
- Shadow the Hedgehog Original Soundtrack (2005)
- Lost and Found: Shadow the Hedgehog Vocal Trax (2005)
- Sonic the Hedgehog Original Sound Track (2007)
- Sonic the Hedgehog Vocal Traxx: Several Wills (2007)
- Super Smash Bros. Brawl (2008)
- True Blue: The Best of Sonic the Hedgehog (2008)
- Face to Faith: Sonic and the Black Knight Vocal Trax (2009)
- True Colors: The Best of Sonic the Hedgehog Part 2 (2009)
- The Best of Crush 40 – Super Sonic Songs (2009)
- Tales of Knighthood: Sonic and the Black Knight Original Soundtrax (2009)
- Face to Faith: Sonic and the Black Knight Vocal Trax (2009)
- Mario & Sonic at the Olympic Winter Games (2009)
- Sonic Free Riders Original Soundtrack: Break Free (2010)
- Sonic Adventure Original Soundtrack – 20th Anniversary Edition (2011)
- Sonic Adventure 2 Original Soundtrack – 20th Anniversary Edition (2011)
- Sonic Heroes Original Soundtrack – 20th Anniversary Edition (2011)
- Sonic the Hedgehog CD Original Soundtrack – 20th Anniversary Edition (2011)
- History of Sonic Music 20th Anniversary Edition (2011)
- Sonic Generations Original Soundtrack: Blue Blur (2011)
- Mario & Sonic at the London 2012 Olympic Games (2011)
- Rise Again (2012)
- Live! (2012)

Występy gościnne
- Genius: A Rock Opera - Episode 2: In Search of the Little Prince (2004)[2]
- Wolfpakk - Cry Wolf (2013)[3]